# Conversations
«Conversations» — песня американского рэпера Juice WRLD, выпущенная 10 июля 2020 года в качестве второго трека с его посмертного третьего студийного альбома Legends Never Die.

## Предыстория
Эта песня стала первой совместной работой Scheme и Juice WRLD, наряду с неизданным треком «Way Too Many». Согласно Scheme, песня была придумана за несколько дней до его дня рождения во время гастролей, когда Juice пригласил его в свой отель и попросил Scheme сыграть бит. Она также является первой песней Juice WRLD, которая была спродюсирована Ronny J.

## Музыка
Песня начинается с «леденящего душу вступления», как отметил Майкл Сапонара из Billboard. Он также сказал, что Juice WRLD пьёт бит Ronny J «как Red Bull и получает право перечислить все пороки, которые доставили ему проблемы в жизни, перечисляя его любимые модные бренды, которые стали основными в гардеробе». Juice произносит фразу «я могу иметь свой торт и также съесть его», обращаясь к своим критикам, к которыми у него была нетерпимость.

## Отзывы
Ян Парк из The Stanford Daily назвал треки «Bad Energy» и «Conversations» «следующими фирменному мягкому стилю эмо-рэпа, отражающими то, как Juice был подавлен своим стилем жизни знаменитости», в которых описается его борьба с наркотиками.

## Коммерческий успех
В первый же день выпуска трек возглавил американский чарт Spotify, а также американский и глобальный чарты Apple Music. Несмотря на то, что он никогда не был выпущен в качестве сингла, «Conversations» дебютировали под номером семь в американском чарте Billboard Hot 100. «Conversations» стала одной из четырёх песен с Legends Never Die, дебютировавшей в топ-10 на неделе, заканчивавшеюся 25 июля 2020 года.

## Чарты
| Чарт (2020)                            | Высшая позиция |
| -------------------------------------- | -------------- |
| Австралия (ARIA)                       | 19             |
| Канада (Billboard Canadian Hot 100)    | 13             |
| Венгрия (Stream Top 40)                | 36             |
| Новая Зеландия (RMNZ)                  | 4              |
| Португалия (AFP)                       | 62             |
| UK Streaming (Official Charts Company) | 23             |
| США (Billboard Hot 100)                | 7              |
| США (Billboard Hot R&B/Hip-Hop Songs)  | 6              |
| США Rolling Stone Top 100              | 2              |